# Look Pleasant, Please
Look Pleasant, Please é um filme mudo em curta-metragem norte-americano de 1918, do gênero comédia, dirigido por Alfred J. Goulding e estrelado por Harold Lloyd.

## Elenco

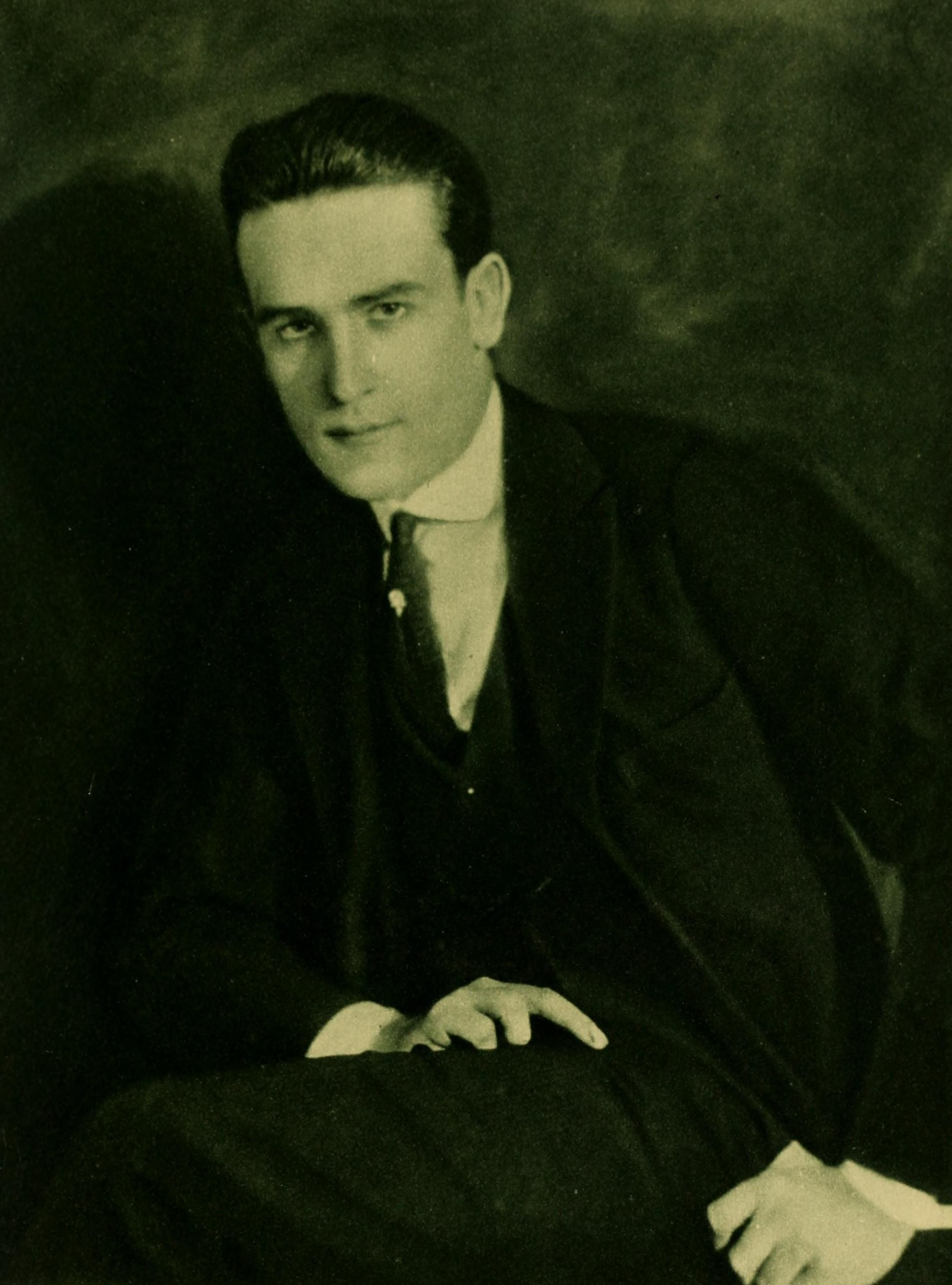
Harold Lloyd

- Harold Lloyd
- Snub Pollard
- Bebe Daniels
- William Blaisdell
- Sammy Brooks
- Lige Conley - (como Lige Cromley)
- Billy Fay
- William Gillespie
- Lew Harvey
- Gus Leonard
- James Parrott
- Dorothea Wolbert